# Еърбъс А350
„Еърбъс А350“ е пътнически широкофюзелажен самолет на самолетостроителната компания Еърбъс.
Той е конкурент на Боинг 787 – първият голям самолет, чиято конструкция е изградена с преобладаващо участие на въглеродни композити. Произвежда се в два варианта: A350-900 който превозва от 300 до 350 пътника на разстояния над 15000 km (8000 nm) с максимална излетна маса от 283 t. и по-дългият A350-1000 с капацитет 350 – 410 пътника в типичното разпределение с три класи и до 480 само с икономична класа, обхват от 18000 km (9700 nm) и 319 t максимална излетна маса. Според Еърбъс над 70% от конструкцията му е въглероден композит а двигателите му Rolls-Royce Trent XWB са най-ефективните на пазара. 
Първият полет на прототипа е на 14.06.2013 г. от Тулуза, Франция. Сертифициран е от EASA през септември 2014 а два месеца по-късно и от FAA.
На 15 януари първият A350-900 е въведен в експлоатация от Катар Еъруейс последван от A350-1000 на 24 февруари 2018 на същата компания. Към септември 2022 най-големият оператор на A350 е Сингапур Еърлайнс с флотилия от 61 самолета. Поръчките за A350 са 919 от които 499 са доставени и въведени в експлоатация от 39 оператора.
|  | Уикипедия разполага с Портал:Авиация |

## Поръчки и доставки
Общо поръчани и доставени Еърбъс А350 към ноември 2022
| Тип Самолет | Поръчани | Доставени |
| A350-900    | 748      | 442       |
| A350-1000   | 140      | 67        |
| A350F       | 31       | 0         |
| Общо        | 919      | 509       |

Поръчани и доставени А350 по години
| Година    | 2006 | 2007 | 2008 | 2009 | 2010 | 2011 | 2012 | 2013 | 2014 | 2015 | 2016 | 2017 | 2018 | 2019 | 2020 | 2021 | 2022 | Общо |
| Поръчани  | 2    | 292  | 163  | 51   | 78   | -31  | 27   | 230  | -32  | -3   | 41   | 36   | 40   | 32   | -11  | 2    | 2    | 919  |
| Доставени | –    | –    | –    | –    | –    | –    | –    | –    | 1    | 14   | 49   | 78   | 93   | 112  | 59   | 55   | 48   | 509  |